# قائمة مجلدات ماجيك كايتو
ماجيك كايتو (まじっく快斗 "Magic Kaitou") هي سلسلة مانگا عن لص نبيل (كايتو) من كتابة ورسم گوشو أوياما بدأت في مجلة شوگاكوكان شونن جمب الأسبوعية في عام 1987. القصة تحكي عن لص يُدعى كايتو كِد (怪盗キッド Kaitou Kiddo).
توقف أوياما عن العمل على المانگا بعد نشر أول مجلدي تانكوبون في 1988، وقام بتحديثها في مناسبات مُتقطِّعة فقط؛ المجلد الثالث تم نشره في 1994 والرابع في 2004، وصدر فصلين جديدين في 2011 وستصدر ثلاثة فصول جديدة في أكتوبر 2014. كايتو كد وبعض الشخصيات الأخرى يظهرون أحيانًا في سلسلة المحقق كونان لنفس الكاتب.
تم تحويل المانگا إلى أنميين، الأول عبارة عن 12 حلقة عُرضت بشكل مُتقطِّع بين عامي 2010 و2012 مُحرَّك من قِبَل إستديو توكيو موفي شينشا، والثاني عبارة عن سلسلة أنمي تتكون من 24 حلقة يُعرض حاليًا تحت اسم ماجِك كايتو 1412 (まじっく快斗1412) من قِبَل إستديو أيه-1 بكتشرز ابتدءاً من 4 أكتوبر 2014.

## قائمة المجلدات
| - الفصل 1 - "عودة اللص الغامض" (蘇る怪盗 Yomigaeru kaitō) - الفصل 2 - "الشرطة في كل مكان" (警官がいっぱい Keikan ga ippai) - الفصل 3 - "القلب الذي يدق" (時計仕掛けのハート Tokei jikake no hāto) - الفصل 4 - "نهاية أسبوع كايتو كد الحافلة" (怪盗キッドの忙しい休日 Kaitō Kiddo no isogashii kyūjitsu) - الفصل 5 - "سفينة القراصنة تحت الماء" (海賊船浮上せず Kaizokusen fujōsezu) - الفصل 6 - "الإغراء القرمزي" (緋色の誘惑 Hiiro no yūwaku) |

| - الفصل 7 - ابقَ بعيدًا عني (彼から手をひいて Kare kara te o hiite) - الفصل 8 - قائد اليابان عديم المسؤولية الأكبر (日本一の無責任総理 Nippon'ichi no musekinin sōri) - الفصل 9 - أنا هو السيد (わたしが主人だ Watashi ga masutā da) - الفصل 10 - الكبار لا يفهمون (大人とわかってくれない Otona to wakattekurenai) - الفصل 11 - على الكرة (ボールにかける少年 Bōru ni kakeru shōnen) - الفصل 12 - گوست گيم (ゴースト・ゲーム Gōsuto Gēmu) - الفصل 13 (الفصل لم يُنشر) - هسلر vs. مَجِشَن (ハスラーvs.マジシャン Hasurā vs. majishan) |

| - الفصل 14 - ستار وارز (スターウォーズ Sutā Wōzu) - الفصل 15 - المتحري العظيم قد وصل!! (名探偵登場!! Meitantei tōjō!!) - الفصل 16 - عدو في المقربة (眼下の怪盗 Ganka no kaitō) - الفصل 17 - هدية من آوكو (紅子の宅急便 Akako no takuhaibin) - الفصل 18 - يايبا vs. كايتو كد! (〈番外編〉刃vs.快斗！ (Bangaihen) Yaiba vs. Kaito!) - الفصل 19 - بلو برثدي (ブルーバースデー Burū Bāsudē) - الفصل 20 - گرين دريم (グリーンドリーム Gurīn Dorīmu) |

| - الفصل 21 - كرِستَل مَذَر (クリスタル・マザー Kurisutaru mazā) - الفصل 22 - رِد تير (レッド・ティアー Reddo tiā) - الفصل 23 - بلاك ستار (الجزء الأول) (ブラック・スター（前編） Burakku Sutā (zenpen)) - الفصل 24 - بلاك ستار (الجزء الثاني) (ブラック・スター（後編） Burakku Sutā (kōhen)) - الفصل 25 - گولدن آي (الجزء الأول) (ゴールデン・アイ（前編） Gōruden Ai (zenpen)) - الفصل 26 - گولدن آي (الجزء الثاني) (ゴールデン・アイ（後編） Gōruden Ai (kōhen)) - الفصل 27 - دارك نايت (الجزء الأول) (ダーク・ナイト（前編） Dāku Naito (zenpen)) - الفصل 28 - دارك نايت (الجزء الثاني) (ダーク・ナイト（後編） Dāku Naito (kōhen)) |

| - الفصل 29 - فانتوم ليدي (الجزء الأول) (ファントム・レディー（前編） Fantomu Redī (zenpen)). - الفصل 30 - فانتوم ليدي (الجزء الثاني) (ファントム・レディー（後編） Fantomu Redī (kōhen)). - الفصل 31 - غُراب منتصف الليل (الجزء الأول) ((真夜中の烏（ミッドナイト・クロウ）（前編) Mayonaka no Karasu (Middonaito Kurō) (zenpen))). - الفصل 32 - غُراب منتصف الليل (الجزء الثاني) ((真夜中の烏（ミッドナイト・クロウ）（中編) Mayonaka no Karasu (Middonaito Kurō) (chūhen))). - الفصل 33 - غُراب منتصف الليل (الجزء الثالث) ((真夜中の烏（ミッドナイト・クロウ）（後編) Mayonaka no Karasu (Middonaito Kurō) (kōhen)، )). - الفصل 34 - هالة الشمس (الجزء الأول) ( (日輪の後光(サン・ヘイロー) （前編） Nichirin no Gokō (San Heirō) (Zenpen))). - الفصل 35 - هالة الشمس (الجزء الثاني) ( (日輪の後光(サン・ヘイロー) （中編） Nichirin no Gokō (San Heirō) (Chūhen))). - الفصل 36 - هالة الشمس (الجزء الثالث) ( (日輪の後光(サン・ヘイロー) （後編） Nichirin no Gokō (San Heirō) (Kōhen))). |